# Мокроназаров
Мокроназаров (рос. Мокроназаров; адиг. Мокро-Назаров) — хутір Шовгеновського району Адигеї Росії. Входить до складу Дукмасовського сільського поселення.
Населення — 375 осіб (2015 рік).